# Dichromodes scothima
Dichromodes scothima là một loài bướm đêm trong họ Geometridae.